# Breda Pugelj
Breda Pugelj Otrin, slovenska prevajalka gledališka in filmska igralka, * 5. oktober 1934, Ljubljana.
Leta 1958 je diplomirala iz igre na Akademiji za igralsko umetnost v Ljubljani. Leta 1957 je postala članica ansambla Slovenskega ljudskega gledališča Celje, leta 1959 pa članica SNG Maribor, kjer je igrala do upokojitve leta 1992. Nastopila je v filmih Poslednja postaja, Trije prispevki k slovenski blaznosti in Ljubezni Blanke Kolak ter seriji Ščuke pa ni, ščuke pa ne.

## Življenjepis
Igralka in prevajalka Breda Pugelj (poročena Otrin) se je rodila 5. oktobra 1934 v Ljubljani. Študij igre in umetniške besede je opravila na Akademiji za igralsko umetnost v Ljubljani, kjer je leta 1958 diplomirala.
Igralsko pot je začela kot članica SLG v Celju, kjer je bila dve leti (1957–59), nato pa se je zaposlila v Drami SNG Maribor, kjer je ostala stalna članica do upokojitve leta 1992. Prehodila je pot igralke od naivk do karakternih vlog, odigrala kar lepo število glavnih vlog, predvsem pa je pogosto oživila ženske like v različnih Shakespearjevih tekstih.
Sodelovala je v mjuziklih mariborske Opere, na filmu in v televizijskih igrah in nadaljevankah.
Po upokojitvi je ustanovila društvo Mariborski oder, kjer v dramski delavnici za mlade uprizarja različna, tudi svoja dela.
Prevaja iz angleškega in nemškega jezika leposlovno in stvarno literaturo.

## Vloge v gledališču
1957 Margot Frankova; Frances Goodrich, Albert Hackett: DNEVNIK ANNE FRANK, r. Branko Gombač, SLG Celje
1957 Nadja; Maksim Gorki: SOVRAŽNIKI, r. Branko Gombač, SLG Celje
1957 Jurček; Pavel Golia: JURČEK, r. Branko Gombač, SLG Celje
1958 Mira; Marjan Marinc: KOMEDIJA O KOMEDIJI, r. France Kosmač, SLG Celje
1958 Zvezda; Fran Levstik, Bratko Kreft: TUGOMER, r. Janez Vrhunc, SLG Celje
1958 Wanda; Roman Branststaer: MOLK, r. Branko Gombač, SLG Celje
1958 Pere; Marin Držić, Marko Fotez: DUNDO MAROJE, r. Branko Gombač, SLG Celje
1958 Cepetepenogica; Ben Minolli, Herbert Grün: VILINČEK Z LUNE, r. Janez Vrhunc, SLG Celje
1959 Gigi; Anita Loos Colette: GIGI, r. Andrej Hieng, SLG Celje
1959 Gostja; Mirko Zupančič: SITUACIJE, r. Branko Gombač, SLG Celje
1959 Julija; William Shakespeare: ROMEO IN JULIJA, r. Janez Vrhunc, SLG Celje
1959 Hčerka; Branislav Nušić, Slavko Belak: KAJ BOJO REKLI LJUDJE, r. Herbert Grün, SLG Celje
1959 Jasna; Fran Levstik, Bratko Kreft: TUGOMER, r. Miran Herzog, Drama SNG Maribor
1959 Catherine; Marcel Franck: SREČA NA UPANJE, r. Miran Herzog, Drama SNG Maribor
1959 Josie Elliot; John Osborne, Anthony Creighton: TUKAJ POČIVA GEORGE DILLON, r. Juro Kislinger, Drama SNG Maribor
1959 Pepelka; Marie Holkova: PEPELKA, r. Jožko Lukeš, Drama SNG Maribor
1960 Kmečko dekle; Miha Remec: MRTVI KURENT, r. Juro Kislinger, Drama SNG Maribor
1960 Illova hči; Friedrich Dürrenmatt: OBISK STARE GOSPE, r. Miran Herzog, Drama SNG Maribor
1961 Jenny; Arthur Miller: SMRT TRGOVSKEGA POTNIKA, r. Miran Herzog, Drama SNG Maribor
1961 Marjetka; Vojmil Rabadan: ENE HUDE NEVOLE Z MUTAVKO, r. Marjan Belina, Drama SNG Maribor
1961 Dekla na Karnicah; Voranc Prežih, Miloš Mikeln: SAMORASTNIKI, r. Juro Kislinger, Drama SNG Maribor
1961 Hero; William Shakespeare: MNOGO HRUPA ZA NIČ, r. Juro Kislinger, Drama SNG Maribor
1961 Ljubica; Dragotin Dobričanin: SKUPNO STANOVANJE, r. Miran Herzog, Drama SNG Maribor
1961 Colombina, Ika, Igralka; IgorTorkar: SVETLOBA SENCE, r. Miran Herzog, Drama SNG Maribor
1961 Jurček; Pavel Golia: JURČEK, r. Marko Marin, Drama SNG Maribor
1962 Sobarica; Jean-Baptiste Poquelin  Moliere: LJUDOMRZNIK, r. Andrej Hieng, Drama SNG Maribor
1962 Hortensia; Jean Anouilh: SKUŠNJA ALI KAZNOVANA LJUBEZEN, r. Miran Herzog, Drama SNG Maribor
1962 Sobarica; Miroslav Krleža: GOSPODA GLEMBAJEVI, r. Mirko Perković, Drama SNG Maribor
1962 Milica; Anton Ingolič: MILICA NE SME UMRETI, r. Ferdo Delak, Drama SNG Maribor
1962 Princeska; Kristina Brenko: MODRA VRTNICA ZA PRINCESKO, r. Jože Pogačnik, Drama SNG Maribor
1963 Mirjam; Fran Žižek: OTROCI APOKALIPSE, r. Fran Žižek, Drama SNG Maribor
1963 Mirina; Aristofan: LIZISTRATA, r. Marjan Belina, Drama SNG Maribor
1963 Lepotica; Ljubiša Djokić: POPRČEK, r. Boris Brunčko, Drama SNG Maribor
1964 Marija; Duško Roksandić: ANDREA, r. Viktor Molka, Drama SNG Maribor
1964 Glorija; Ranko Marinković: GLORIJA, r. Žarko Petan, Drama SNG Maribor
1964 Starejša vlačuga; Bertolt Brecht: DOBRI ČLOVEK IZ SEČUANA, r. Fran Žižek, Drama SNG Maribor
1964 Janna; Richard N. Nash: PAZITE SE JAGUARJA!, r. Žarko Petan, Drama SNG Maribor
1966 Irena; Oldrich Danek: POROKA ŽENITNEGA GOLJUFA, r. Antonin Moskalyk, Drama SNG Maribor
1966 Novinarka; J. Vercors: ZOO ALI ČLOVEKOLJUBNI MORILEC, r. Jože Babič, Drama SNG Maribor
1966 Hana; Slavko Grum: DOGODEK V MESTU GOGI, r. Fran Žižek, Drama SNG Maribor
1966 Sulla; Karel Čapek: R.U.R., r. Vaclav Hudeček, Drama SNG Maribor
1966 Njurka; Konstantin Paustovskij: PRSTANČEK, r. Fran Žižek, Drama SNG Maribor
1967 Sodnikova žena; Ivan Cankar: KRALJ NA BETAJNOVI, r. Slavko Jan, Drama SNG Maribor
1967 Ofelija; William Shakespeare: HAMLET, r. Fran Žižek, Drama SNG Maribor
1967 Mojca; Voranc Prežih, Herbert Grün: PERNJAKOVI, r. Viktor Molka, Drama SNG Maribor
1968 Eva; Jozef Topol: MAČKA NA TRAČNICAH, r.: Dušan Jovanović, Drama SNG Maribor
1968 Marioneta; Ignac Kamenik: MARIONETE, r. Dušan Jovanović, Drama SNG Maribor
1968 Tretja oseba; Slawomir Mrožek: ČAROBNA NOČ, r. Žarko Petan, Drama SNG Maribor
1968 Marija; William Shakespeare: KAR HOČETE, r. Branko Gombač, Drama SNG Maribor
1968 Olga; Anton Pavlovič Čehov: TRI SESTRE, r. Branko Gombač, Drama SNG Maribor
1969 Kamila; Jiri Hubač: PASJANSA, r. Antonin Moskalyk, Drama SNG Maribor
1969 Lukrecija; Niccolo Machiavelli: MANDRAGOLA, r. Branko Gombač, Drama SNG Maribor
1969 Igralec D; DEDEK MRAZ PRIHAJA, r. Janez Drozg, Drama SNG Maribor
1970 Judy; Peter Ustinov: KOMAJ DO SREDNJIH VEJ, r. Dušan Jovanović, Drama SNG Maribor
1970 Junona; William Shakespeare: VIHAR, r. Branko Gombač, Drama SNG Maribor
1970 Nastenka; Fjodor Mihajlovič Dostojevski, Dušan Pirjevec: SREČA V NESREČI ALI NAŠ DOBITNIK FOMA FOMIČ, r. Karel Pokorny, Drama SNG Maribor
1970 Angel; Andrej Šuster Darbosnjak: IGRA O IZGUBLJANEM SINU, r. Slavko Jan, Drama SNG Maribor
1970 Druga dama; Georg Büchner: DANTONOVA SMRT, r. Slavko Jan, Aleš Jan, Drama SNG Maribor
1970 Tončka; Cvetko Golar: VDOVA ROŠLINKA, r. Janez Drozg, Drama SNG Maribor
1971 Gospa Page; William Shakespeare: VESELE WINDSORČANKE, r. Janez Drozg, Drama SNG Maribor
1971 Grofica; Jean Anouilh: ADELE ALI MARJETICA, r. Aleš Jan, Drama SNG Maribor
1971 Rozala; Anton Tomaž Linhart: TA VESELI DAN ALI MATIČEK SE ŽENI, r. Voja Soldatović, Drama SNG Maribor
1972 Ž1; Samuel Beckett: IGRA, r. Voja Soldatović, Drama SNG Maribor
1972 Leonardova žena; Federico García Lorca: KRVAVA SVATBA, r. Voja Soldatović, Drama SNG Maribor
1972 Pevka; Bertolt Brecht: ŽIVLJENJE GALILEA, r. Branko Gombač, Drama SNG Maribor
1973 Katra; Fran Levstik, Herbert Grün: KASTELKA, r. Franci Križaj, Drama SNG Maribor
1973; Različni avtorji: BOLJŠE MRETI, KAK SILO TRPETI, r. Aleš Jan, Drama SNG Maribor
1973 Matilda; Tone Partljič: ŠČUKE PA NI, r. Jože Babič, Drama SNG Maribor
1974 Feba; William Shakespeare: KAKOR VAM DRAGO, r. Mile Korun, Drama SNG Maribor
1975 Dr. Silva Premk; Mira Mihelič: SVET BREZ SOVRAŠTVA, r. Franci Križaj, Drama SNG Maribor
1976 Matilda; Tone Partljič: O, NE, ŠČUKE PA NE, r. Voja Soldatović, Drama SNG Maribor
1976 Rozalija; Jovan Kesar: KAJ JE MOGOČE TOVARIŠI, DA SMO VSI VOLI, r. Dino Radojevič, Drama SNG Maribor
1976 Minka; Ivan Cankar: HLAPCI, r. Igor Pretnar, Drama SNG Maribor
1977 Betty Dullfeet; Bertolt Brecht: KARIERA ARTURJA UIJA, r. Branko Gombač, Drama SNG Maribor
1977 Kmetica; Mirko Mahnič: ŽE ČRIČEK PREPEVA ALI VELIKA BESEDA V MARIBORSKI ČITALNICI, r. Mirko Mahnič, Drama SNG Maribor
1977 Geni; Tone Partljič: OSKUBITE JASTREBA, r. Želimir Orešković, Drama SNG Maribor
1977 Agata; Milan Grgić: VISOKO PRITLIČJE, r. Voja Soldatović , Drama SNG Maribor
1978 Hester Salomon; Peter Shaffer: EQUUS, r. Branko Gombač, Drama SNG Maribor
1978 Couchardova tajnica; Rudolf Golouh: KRIZA, r. Jože Babič, Drama SNG Maribor
1978 Flavtistka; Slawomir Mrožek: KLAVNICA, r. Voja Soldatović, Drama SNG Maribor
1979 Regan; William Shakespeare: KRALJ LEAR, r. Branko Gombač, Drama SNG Maribor
1979 Dvorna dama; Rudi Šeligo: LEPA VIDA, r. Franci Križaj, Drama SNG Maribor
1979; GRIMOVE PRAVLJICE, r. Branka Nikl, Drama SNG Maribor
1979 Meščanka; Tone Čufar: ŠČURKI, r. Aleš Jan, Drama SNG Maribor
1979 Lisette; Hans Dietrich Grabbe: DON JUAN IN FAUST, r. Jože Babič, Drama SNG Maribor
1979 Služkinja; Bogdan Čiplić: TRAKTAT O SLUŽKINJAH, r. Voja Soldatović, Drama SNG Maribor
1980 Sv. Mati, Mater, Odgovorna; Marko Švabič: ODRSKA PRIPOVED O MLADEM JUNAKU, r. Iztok Valič, Drama SNG Maribor
1980 Tugouhovska hčer; Aleksander Sergejevič Gribojedov: GORJE PAMETNEMU, r. Juro Kislinger, Drama SNG Maribor
1980 Liza; Tone Partljič: ZA KOGA NAJ ŠE MOLIM?, r. Jože Babič, Drama SNG Maribor
1981; Bojan Štih, Janez Jemec: PRIDITE, PREDSTAVA JE (postali smo gradbišče, ostali gledališče), r. Janez Jemec, Drama SNG Maribor
1981; Aldo Nicolai: ŽENSKE, OH TE ŽENSKE, r. Voja Soldatović, Drama SNG Maribor
1981 Babica; Miran Košuta: VITEZ NA OBISKU, r. Iztok Valič, Drama SNG Maribor
1981; Fran Levstik, Branka Nikl: NAJDIHOJCA, r. Branka Nikl, Drama SNG Maribor
1982 Pesnikova žena; France Forstnerič, Tone Partljič: LJUBSTAVA, DALEČ IN V BLATU, r. Voja Soldatović, Drama SNG Maribor
1982 Kmetica; Ivo Brešan: PREDSTAVA HAMLETA V SPODNJEM GRABONOŠU, r. Želimir Mesarić, Drama SNG Maribor
1982 Babica; Žarko Petan: OBTOŽENI VOLK, r. Voja Soldatović, Drama SNG Maribor
1982 Gospa Gertruda; Carlo Goldoni: PAHLJAČA, r. Voja Soldatović, Drama SNG Maribor
1982 Druga subreta, Vdova, Prva dama; Ödön von Horvath: DON JUAN PRIHAJA IZ VOJNE, r. Aleš Jan, Drama SNG Maribor
1983 Xenia; Edward Bond: POLETJE, r. Voja Soldatović, Drama SNG Maribor
1983 Mama; Andrej Makajonak: TRČENI APOSTOL, r. Valerij Rajevski, Drama SNG Maribor
1984 Kronarca; Drago Jančar: DISIDENT ARNOŽ IN NJEGOVI, r. Aleš Jan, Drama SNG Maribor
1984 Marija; Tone Partljič: SEKRETAR ZA HUMOR, r. Voja Soldatović, Drama SNG Maribor
1985 Prikazen, Menih; Michele de Ghelderode: SONCE ZAHAJA, r. Igor Likar, Drama SNG Maribor
1985 Katarina; Mihail Veličkov: BEG, r. Voja Soldatović, Drama SNG Maribor
1985, Botra Mara; Juro Kislinger: IGRA O ZMAJU, r. Juro Kislinger, Drama SNG Maribor
1985 Babnica, Rimsko zijalo; Ervin Fritz: MIRAKEL O SVETI NEŽI, r. Aleš Jan, Drama SNG Maribor
1986 Prva soseda; Matej Bor: RAZTRGANCI, r. Voja Soldatović, Drama SNG Maribor
1986 Amalija Balicke; Bertolt Brecht: BOBNI V NOČI, r. Mira Erceg, Drama SNG Maribor
1987 Irena Molloy; Thornton Wilder: ŽENITNA MEŠETARKA, r. Branko Kraljevič, Drama SNG Maribor
1987; Stefan Dähnert: DEDIŠČINA ZA DEDIŠČINO, r. Voja Soldatović, Drama SNG Maribor
1988 Urednica; Boris A. Novak: VOJAKI ZGODOVINE, r. Jože Babič, Drama SNG Maribor
1988; K. M. Pavlova: VRTILJAK MUZE PAVLOVE, r. Voja Soldatović, Drama SNG Maribor
1989 Katarina; Bojan Jablanovec: TRIUMF SMRTI, r. Bojan Jablanovec, Drama SNG Maribor
1990 Gospa Higgins;Frederick Loewe/Alan Jay Lerner: MY FAIR LADY, r. Vlado Štefančić, dirigent Simon Robinson, Opera SNG Maribor
1991 Babica; Georg Büchner: VOJČEK, r. Paolo Magelli, Drama SNG Maribor
1994 Yente;  Jerry Bock, Sheldon Harnick: GOSLAČ NA STREHI, režija Vlado Štefančič, dirigent Simon Robinson, Opera SNG Maribor
1995 Cora, Kraljica teme; Georg Stampfer: MYSTERY, r. Günther Schneider Siemssen, dirigent Simon Robinson, Opera SNG Maribor
1997 Rebecca Nurse; Arthur Miller: LOV NA ČAROVNICE, r. Zvone Šedlbauer, Drama SNG Maribor
2003 Komentatorka; Tomaž Svete: PESNIK IN UPORNIK, r. Karpo Godina, dirigent Simon Robinson, Opera SNG Maribor

## Filmografija
- Eine zerbrochene Zeit (1994, koprodukcija)
- An der Grenze (1992, koprodukcija)
- Der Sonne entgegen (1984, koprodukcija)
- Oblaki so rdeči (1983, TV nadaljevanka)
- Ljubezni Blanke Kolak (1987, celovečerni igrani film)
- Trije prispevki k slovenski blaznosti (1983, celovečerni igrani film)
- Ščuke pa ni, ščuke pa ne (1980, TV nadaljevanka)
- Ene hude težave s Kalmanovim truplom ali neprimerna ljubezen med Frančekom in Gelo (1977, TV)
- Poslednja postaja (1971, celovečerni igrani film)
- Rdeče klasje (1970)
- Šesta žena sinjebradca (1965, TV)
- Prosti dan (1961, TV)
- Ko pride ljubezen (1957, francoska koprodukcija)

## Prevodi
Saroyan: Očka, ti si nor, Mladinska knjiga, 1965
Saroyan: Rada te imam, mama, Mladinska knjiga, 1965
de Ropp: Če te kdaj pozabim, Založba Obzorja, 1966
Waller: Ugrabitev, Založba Obzorja, 1967
John Patrick: Opalo ima vsakdo rad, Drama SNG Maribor, 1967
Cronin: Dama z nageljni, Založba obzorja, 1968
Wouk: Marjorie Morningstar, Založba Obzorja, 1968
du Maurier: Mary Anne, Založba Obzorja, 1972
Fromm: Kriza psihoanalize, Cankarjeva založba, 1972
Mercouri: Rodila sem se kot Grkinja, Založba Obzorja 1973
Pearl Buck: Njegov vsakdanji kruh, Založba Obzorja, 1974
Pearl Buck: Jezna ženska, 1976
Arthur Kopit: Komorna glasba, Drama SNG Maribor, 1979
Kanin: Tracy in Hepburnova, Založba Obzorja, 1980
Gaines: Ljubezenski napoj, Založba Obzorja, 1982
Holt: Ob lovčevem ščipu, Pomurska založba, 1983
Edward Bond: Poletje, Drama SNG Maribor, 1983
Matray: Ljubimca, Založba Obzorja,1985
William M. Hoffman: Tako kot je, Drama SNG Maribor, 1986
Bertolt Brecht: Erotični kabaret Bertolta Brechta, Drama SNG Maribor, 1986
Holt; Maškarada, Pomurska založba,1988
Holt: V risovi senci, Pomurska založba, 1990
Miller: Drama je biti otrok, Tangram, 1992
Carr: Kresni večer, Pomurska založba,1996
Burges: Škarnik, Založba Obzorja, 1997
Carr: Žalostinka za izgubljeno ljubeznijo, Pomurska založba, 1997
Too: Zdravje, Založba Obzorja, 1998
Pressler: Praske na laku, Založba Obzorja, 2001

## Nagrade
1981    Priznanje za monodramo Ženske, Glumaški večeri
2006    Srebrna plaketa JSKD
2007    Mestni pečat Maribora za dosežke na gledališki sceni, MOM
2009    Diploma o častnem članstvu ZKDM